# Iglesia de Santa Ana (Sevilla)
La iglesia de Santa Ana de Sevilla, es un templo católico de estilo gótico, declarado Bien de Interés Cultural, cuya construcción se inició a finales del siglo XIII. Se encuentra situada en el barrio de Triana de Sevilla y es conocida popularmente como la catedral de Triana.

## Historia
Según la tradición, la leyenda, la creación del templo y el nombre de Santa Ana fue por decisión del rey Alfonso X el Sabio, para agradecer a la madre de la Virgen su intercesión en un milagro que alivió una enfermedad que padecía en uno de los ojos. El templo tradicionalmente se ha dicho que comenzó a construirse en 1266, pero siempre se han barajado varias fechas. 
Realmente en 1266 el rey ni estaba en Sevilla ni se encontraba enfermo, con lo que la realidad histórica es otra, y de hecho el rey terminaría perdiendo el ojo debido a un tumor en la mandíbula.
El templo debió comenzar a construirse entre el otoño del año 1279 y comienzos del 1280, por orden del rey Alfonso X, aprovechando su estancia en Sevilla. Al mismo tiempo que mandó construir el Cuarto del Caracol o Palacio Gótico del Real Alcázar, ambas construcciones mantienen similitudes arquitectónicas.
Tras la conquista de la ciudad, Alfonso X creó una puebla a raíz de un núcleo de población que existía alrededor del Castillo de San Jorge, origen del arrabal de Triana; la nueva población fue otorgada al concejo de Sevilla por privilegio de 1253. En el centro de dicha puebla crea la nueva parroquia, la Iglesia de Santa Ana, sustituyendo a la primera parroquia, la ermita de San Jorge ubicada en el interior del castillo.
Esta iglesia estaba fortificada, a modo de iglesia fortaleza, ya que fue levantada en un arrabal extramuros de la ciudad, lejos de las defensas de las murallas y del castillo. Presentaba remates almenados, pocas y pequeñas ventanas, cubiertas a modo de azotea para poder funcionar como plaza fuerte. La construcción debió quedar terminada a principio del siglo XIV, durante la primera mitad del mismo siglo se levantó la torre. A finales del siglo XIV se reedificó el templo, probablemente deteriorado por los daños ocasionados por el terremoto de 1356.
En el siglo XV se continuó el proceso constructivo, levantándose en la nave de la izquierda, la denominada capilla del capitán Monte Bernardo constituida por dos tramos cubiertos con bóvedas estrelladas. A mediados del siglo XVI se erigió La capilla Sacramental, más cercana a la cabecera y de planta cuadrada, y a principios del siglo XVII se acomete la capilla Bautismal, también de planta cuadrada y cubierta con una bóveda semiesférica, en 1680 se cubre también la capilla Sacramental con una bóveda del mismo tipo.
El terremoto de Lisboa de 1755 dañó seriamente el edificio, que fue remodelado por el arquitecto Pedro de Silva, momento en que se modificó sensiblemente la imagen de las portadas y la cabecera. Sobre el año 1920 se restauró la portada gótica de la nave de la izquierda, donde aparece al exterior una pequeña lápida de un antiguo cementerio parroquial
En 1972 fue objeto de una completa restauración que llevó a cabo el entonces arquitecto conservador del Alcázar, Rafael Manzano, en la que desgraciadamente hizo desaparecer, entre otras cosas, la decoración interior de carácter barroco, sin ningún criterio serio 
La iglesia de Santa Ana está declarada Bien de Interés Cultural y fue catalogada como Monumento en 1931. En el año 2010 se terminó la restauración del retablo mayor, devolviéndole todo su esplendor. El templo es popularmente considerado como la "catedral de Triana".

## Descripción del exterior

### Portadas
La iglesia tiene tres portadas al exterior, la que mejor conserva su aspecto original es la lateral, correspondiente a la nave del evangelio, compuesta por un arco abocinado de forma ojival, con siete pares de columnillas rematadas con capiteles decorados con elementos vegetales, con sus correspondientes arquivoltas; la exterior acabada en una perfecta línea de puntas de diamantes más un baquetón en zig-zag. Toda la portada, realizada en piedra, se enmarca bajo un gablete apuntado sobre el que aparece el escudo de Castilla.
La portada de la nave de la epístola se encuentra muy reformada, está construida en ladrillo y se compone de tres arcos apuntados que arrancan de una imposta sin decoración alguna.

### Torre
La torre se encuentra algo desplazada del cuerpo de la iglesia y puede fecharse hacia la primera mitad del siglo XIV, como prueban sus arcos polilobulados enmarcados en alfices. Es del tipo de torre mudéjar, rehecha en el siglo XVI. A partir de 1629, Martín Izquierdo, conforme a los diseños de Diego López Bueno, levantó el segundo cuerpo y un chapitel revestido con cerámica vidriada en colores blanco y azul. En el siglo XVIII se consolidan los cuerpos superiores y el chapitel, también afectados por el terremoto de Lisboa de 1755, adoptando la torre el aspecto barroco que permanece en la actualidad.

## Interior

### Estructura y composición

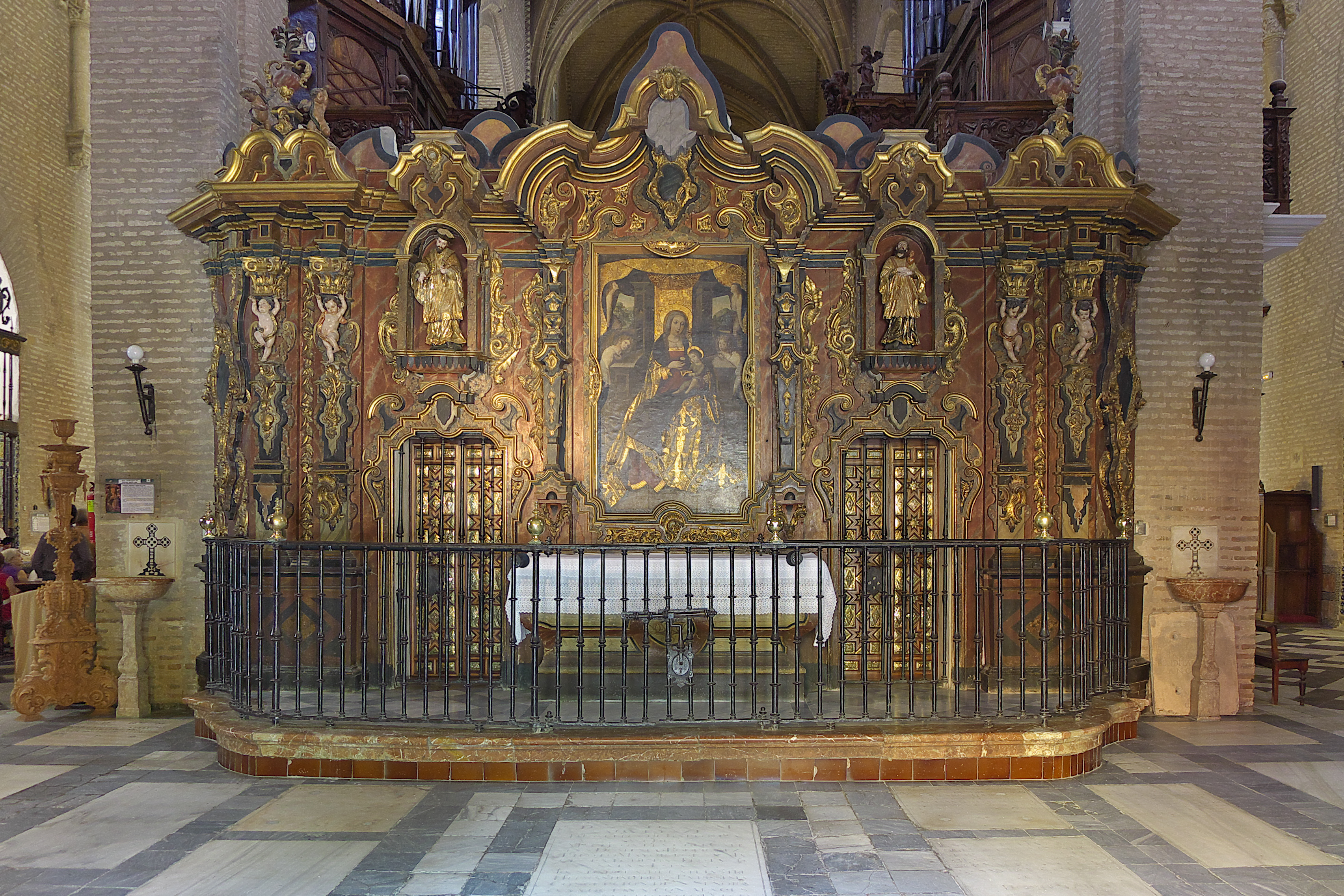
Trascoro

Es una iglesia con planta rectangular, sin crucero.
El interior cuenta con tres naves. La nave central es más alta y ancha que las laterales. Las tres tienen un techo de forma ojival o de lanceta, muy usual en el gótico del siglo XIII. Esos techos tienen una serie de nervaduras que sostienen las bóvedas. Las columnas que sostienen los techos tienen en su parte superior ménsulas decoradas con cabezas humanas, leones, castillos y hojas de vid.
Toda la construcción de la iglesia se realizó en ladrillo, quedando relegada la piedra solo a las nervaduras y a los arcos, a la portada, a las columnillas y a las ménsulas.

### Retablo mayor

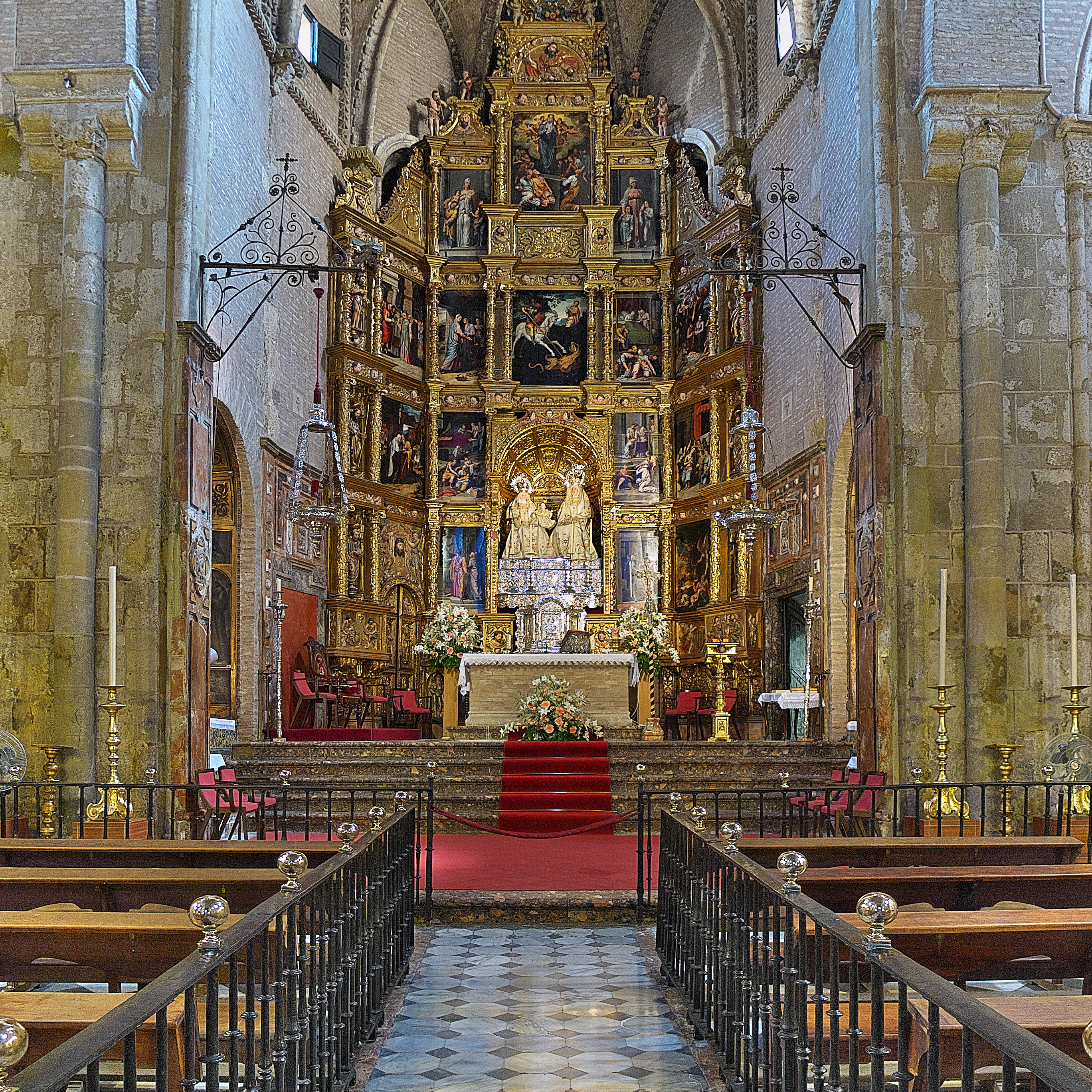
Retablo mayor

El retablo mayor, situado al final de la nave central, se adapta a la forma poligonal del ábside donde se encuentra. Está compuesto por tres cuerpos, siete calles y ático.
En 1542 se contrató la construcción del retablo mayor con el artista Nufro Ortega, que subcontrató labores técnicas para su realización con Nicolás Jurate.
En 1557 se encargó su pintura y dorado a Antón Pérez, Andrés Ramírez, Andrés Morín, Antón Sánchez de Guadalupe, Pedro Ximénez, Pedro de Campaña y Luis Hernández. En 1564 consta que la obra no estaba terminada y que los artistas, con excepción de un artista que había muerto y de Pedro de Campaña, que ya había regresado a Bruselas, se comprometían a finalizarla el año siguiente. El retablo contiene escenas de la vida de santa Ana, san Joaquín y de la Virgen María hasta el Nacimiento de Cristo.
En el centro de todo el conjunto hay una hornacina con las imágenes de su titular, santa Ana, con la Virgen y el niño, obra de la segunda mitad del siglo XIII, restauradas a principios del siglo XVII por Francisco de Ocampo.
En el año 2010 se terminó la restauración del retablo de la iglesia. La intervención fue acometida durante dos años por el Instituto Andaluz de Patrimonio Histórico.

### Retablo de la capilla colateral izquierda
El retablo fue realizado alrededor de 1710, por Miguel Franco. Se encuentra compuesto por banco, un cuerpo de tres calles divididas por columnas de carácter salomónico y ático. En la hornacina central se halla una imagen de la virgen del Rosario.

### Capilla Sacramental
El retablo también fue realizado por Miguel Franco entre 1709 y 1713. En el centro del mismo se encuentra la imagen de una Inmaculada del siglo XVII. En la capilla cuelga un lienzo de la Resurrección, original de Alonso Vázquez.

## Hermandades
- Pontificia Hermandad del Santísimo Sacramento y Pura y Limpia Concepción. Organiza la procesión del Corpus Christi parroquial y la estación penitencial a la Catedral el Viernes Santo.
- Pontificia, Real e Ilustre Hermandad de Madre de Dios del Rosario, Patrona de Capataces y Costaleros. Organiza cultos, triduo y función principal en el primer fin de semana de octubre. La procesión siempre es el 12 de octubre.
- Hermandad de Nuestra Señora del Carmen, Santa Madre Teresa de Jesús y Ánimas Benditas. Su reorganización ha sido autorizada con fecha 24 de enero de 2018. Celebra cultos en julio, octubre y noviembre.
- Real, Ilustre y Fervorosa Hermandad de la Divina Pastora de las Almas, Patrona del Deporte Nacional, y Santa Ángela de la Cruz. Celebra cultos y procesión en septiembre, tras reorganizarse después de varios años sin actividad.